# Tenda (arredamento)

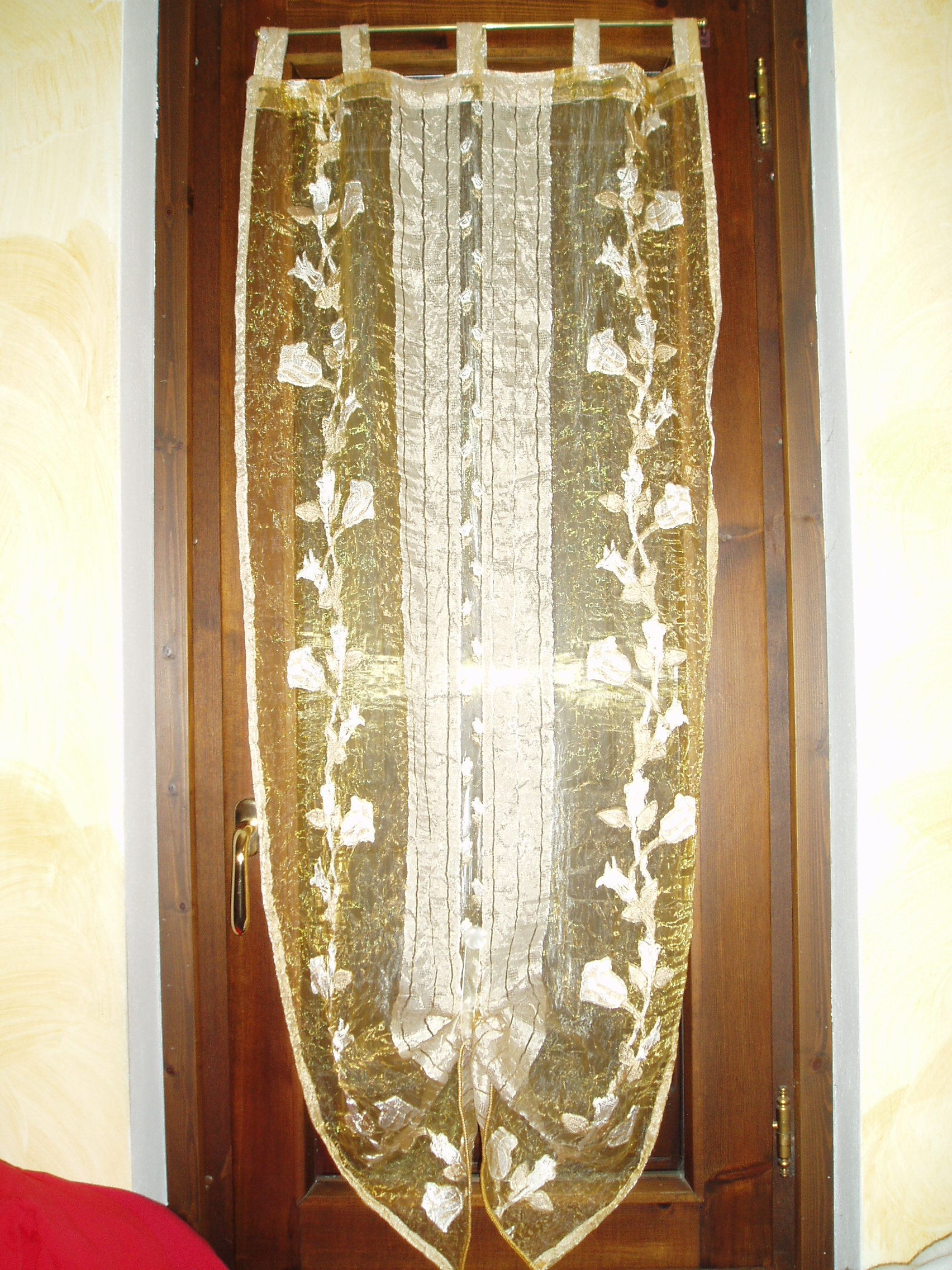
Esempio di tenda a bottone

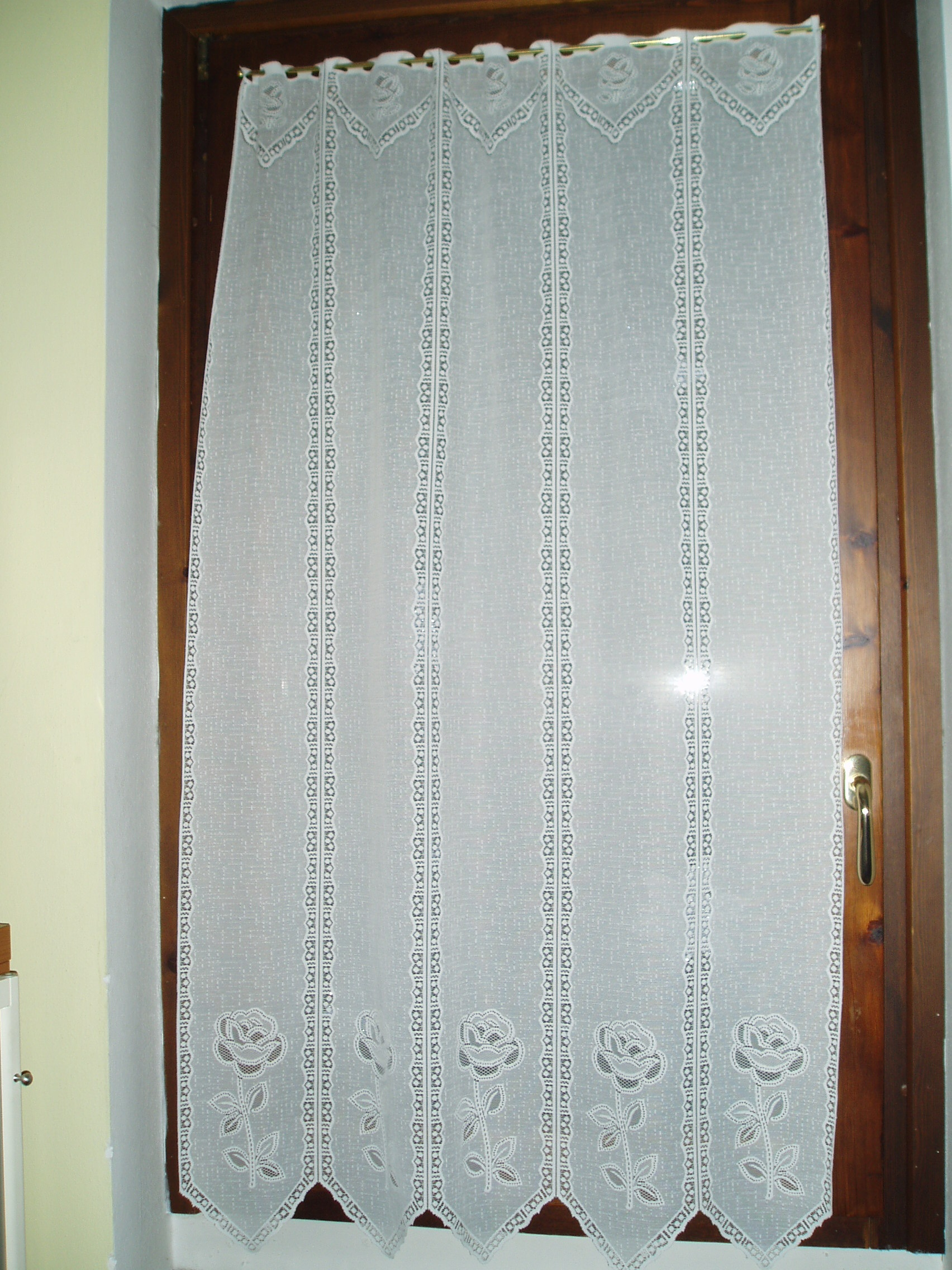
Esempio di tenda a pannello

La tenda è un drappo di tessuto che pende dall'alto di una finestra o di una porta, sia fissato allo stesso telaio dei vetri, sia montato su un binario sul quale esso scorre. La sua funzione principale è quella di riparare gli ambienti domestici dal sole e dalle intemperie, e di impedirne la vista dall'esterno.
Alcuni modelli vengono usati al posto delle porte per dividere due stanze, ed altri sono fatti in tessuti sintetici molto resistenti per essere messi su terrazzi per coprire la forte luce del Sole.
La tenda può essere fatte di vari tessuti tipo la seta, il velluto, il merletto, il cotone, poliestere, il lino ecc.

## Modelli di tende
Le tende si dividono in:
- Tenda a doppio vetro
- Tenda a bottone
- Tenda arricciata
- Tenda a pannello
- Tenda a bastone
- Tenda su binari
- Tenda a pacchetto
- tenda a fasce
- Tenda veneziana

## Storia
Nell'Europa medievale le finestre erano piccole e strette ed erano schermate con carta oleata o incerata, con finalità ornamentale. E così continuò fino al XVI secolo, quando si diffuse l'arte di addobbarle.
Il Rococò, movimento artistico che si affermò in Francia durante il regno di Luigi XVI), creò la varietà, l'eleganza e la gaiezza nell'arredamento. Le fabbriche di Lione produssero disegni sempre più leggiadri e sete luminose e da Venezia si esportarono damaschi, velluti e broccati ricamati. Vennero introdotte le mantovane per nascondere le aste e gli anelli.
Lo stile Impero (durante l'impero napoleonico) alla fine del XVIII secolo creò tende scorrevoli, lunghe fino al pavimento, che potevano essere raccolte da bracciali e disposte in eleganti drappeggi.
Nell'Ottocento la casa divenne per la classe borghese lo strumento per esibire la nuova condizione sociale recentemente acquistata. Per mutamenti sociali lo stile semplice dei primi decenni seguì un arredamento più elaborato, per perdere completamente il senso della misura con tende pompose, voluminose e tronfie.
L'inizio del Novecento vide nascere il desiderio della gente di tornare ad un gusto semplice ed essenziale.

## Controllo di luce, calore e isolamento
Le tende sono realizzate in vari tessuti spessi, ognuno con diversi livelli di assorbimento della luce e capacità di isolamento termico. Per un controllo ottimale della temperatura, lo spazio tra la tenda e la finestra dovrebbe essere ridotto al minimo, evitando correnti di convezione sotto o sopra la tenda. Strutture architettoniche circostanti possono ridurre tali correnti d'aria, ma spesso vengono utilizzate solo per decorare e rendere gli ambienti più accoglienti.

Una tenda leggera o a rete è realizzata con tessuto traslucido, come voile di poliestere, seta o nylon chiamato marquisette o ninon, e pizzo di cotone, ecc. Le tende leggere lasciano passare la maggior parte della luce attraverso il tessuto, offrendo una protezione UV di base mantenendo la massima visibilità verso l'esterno attraverso la tenda. Talvolta vengono chiamate "tende per la privacy", poiché durante il giorno consentono di vedere l'esterno dalla casa senza permettere a chi è fuori di guardare all'interno. Tuttavia, a causa della trama leggera, queste tende offrono pochissimo isolamento termico.

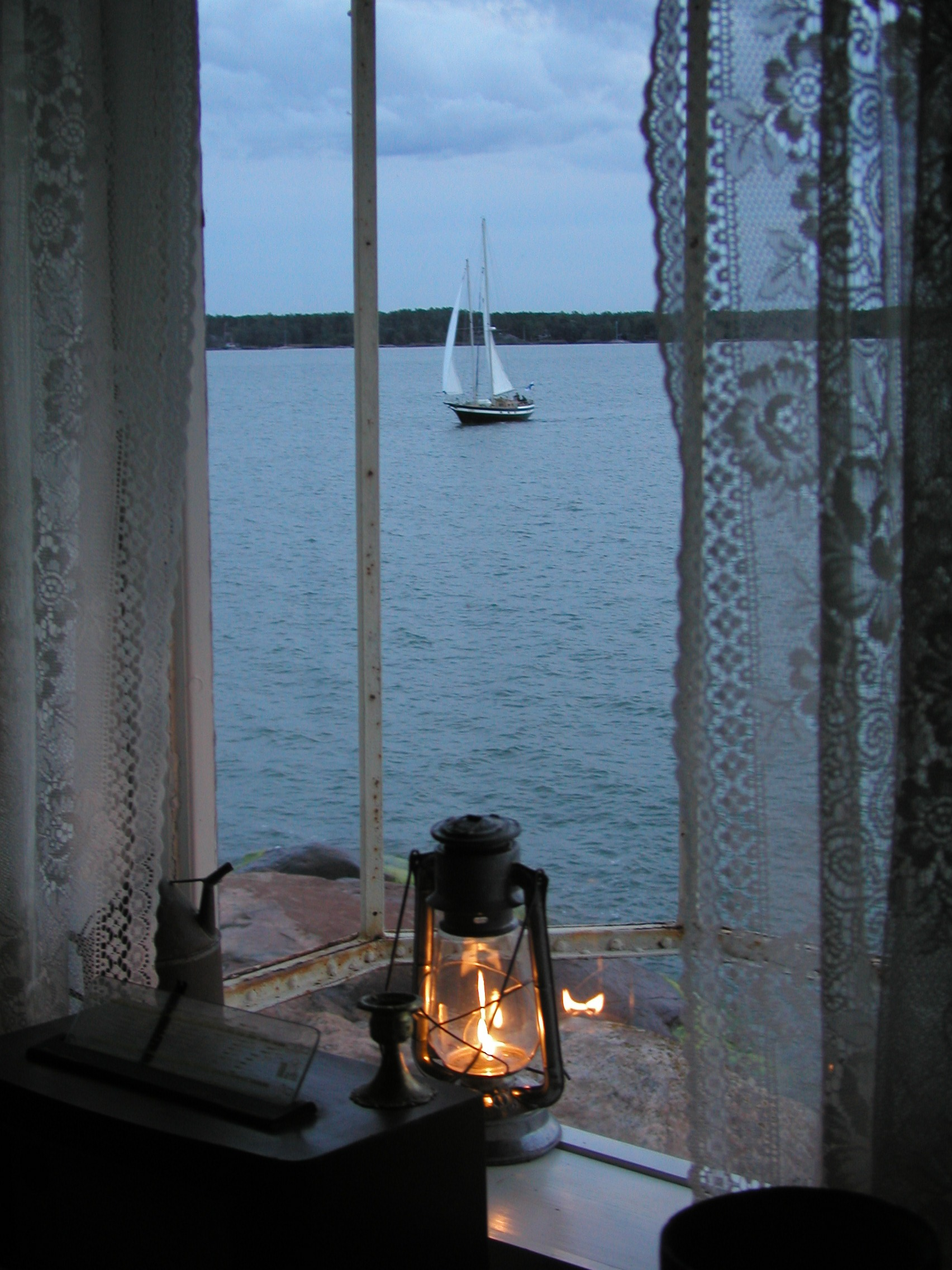
Tende che si affacciano sul mare.

## Galleria d'immagini

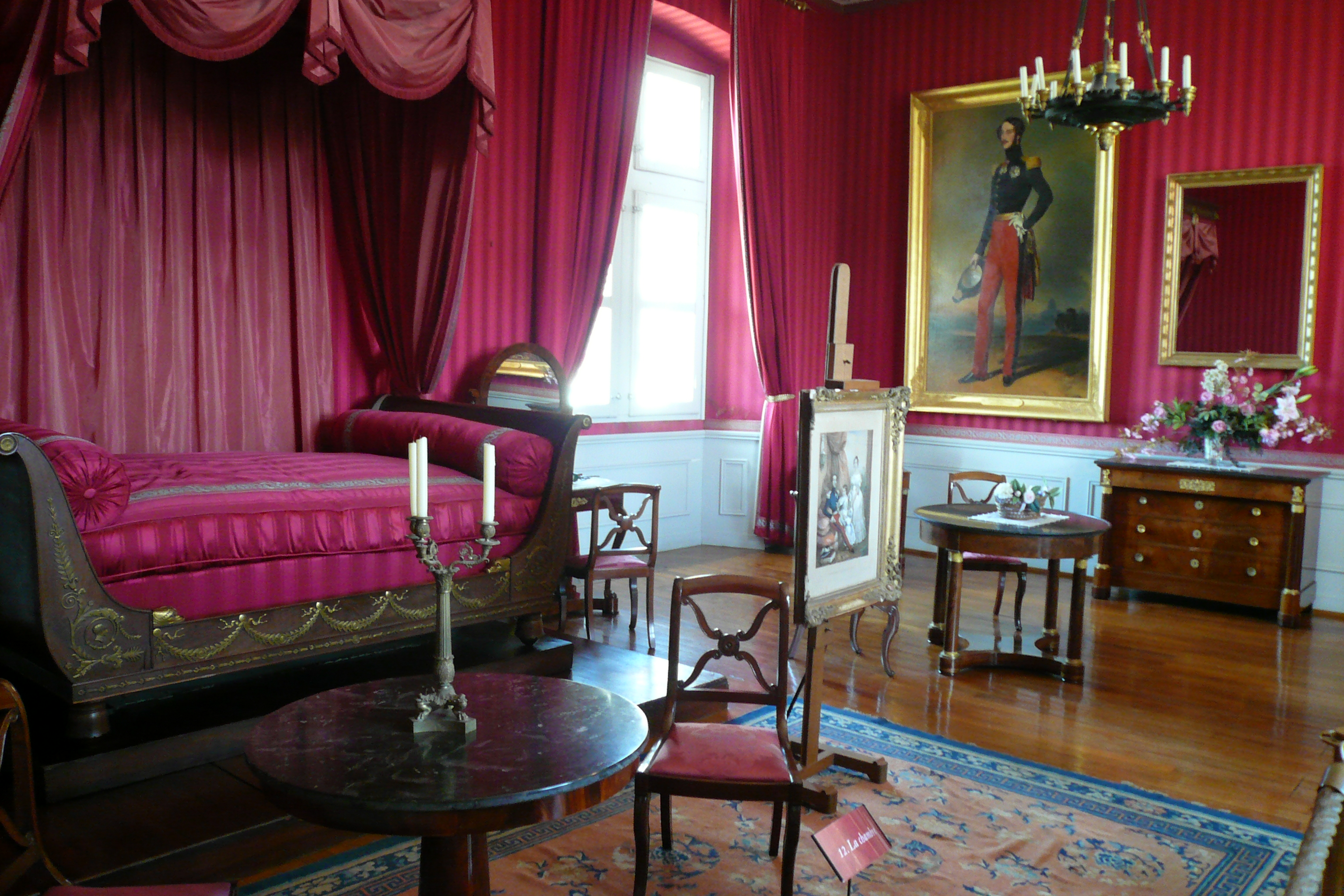
Chateaud Amboise
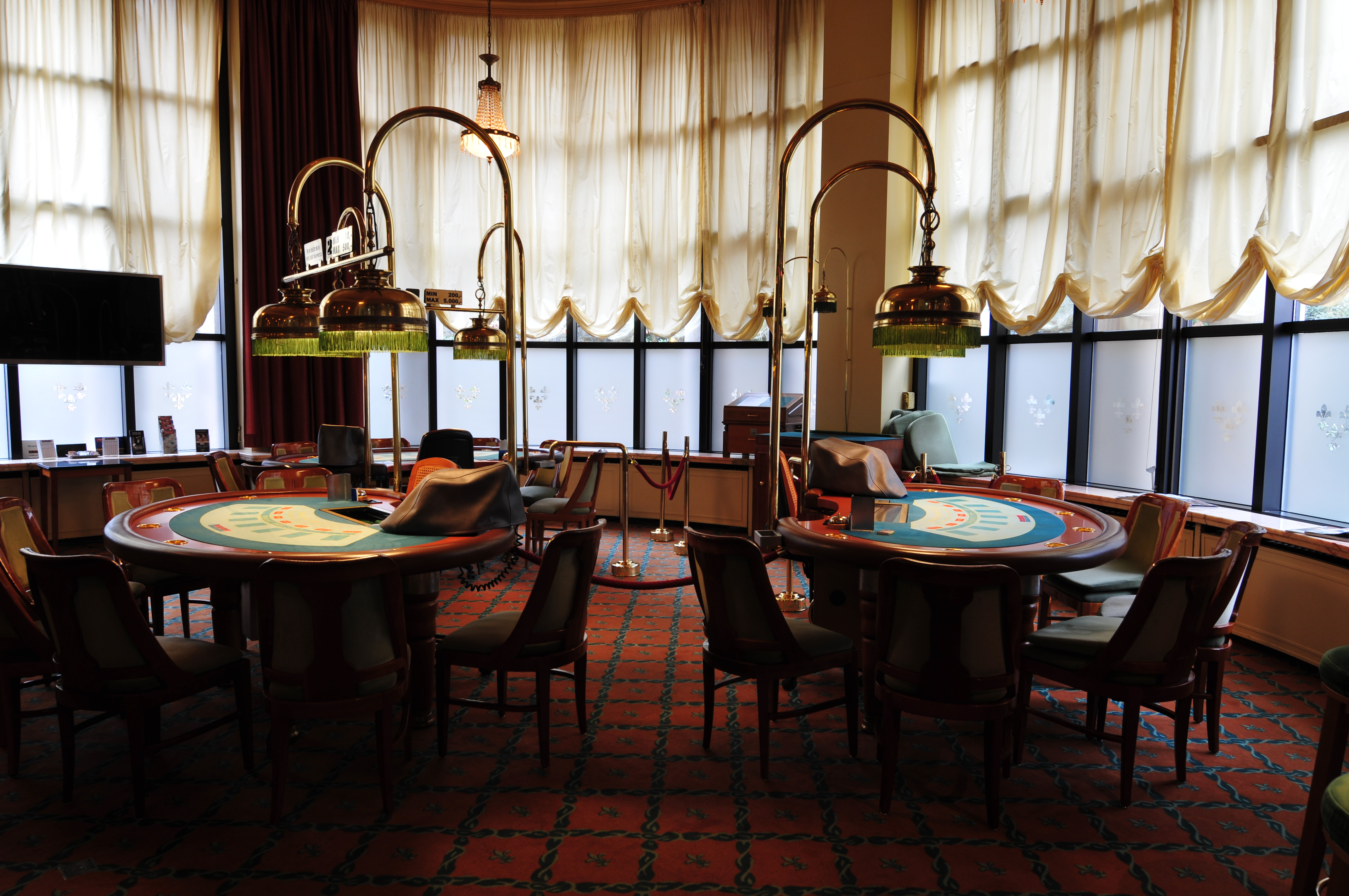
Persiane in Austria
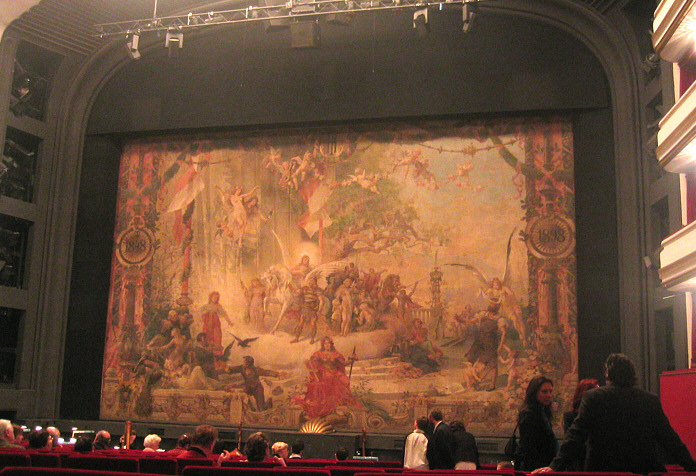
Vienna, Austria: Teatro Volksoper, tende del sipario
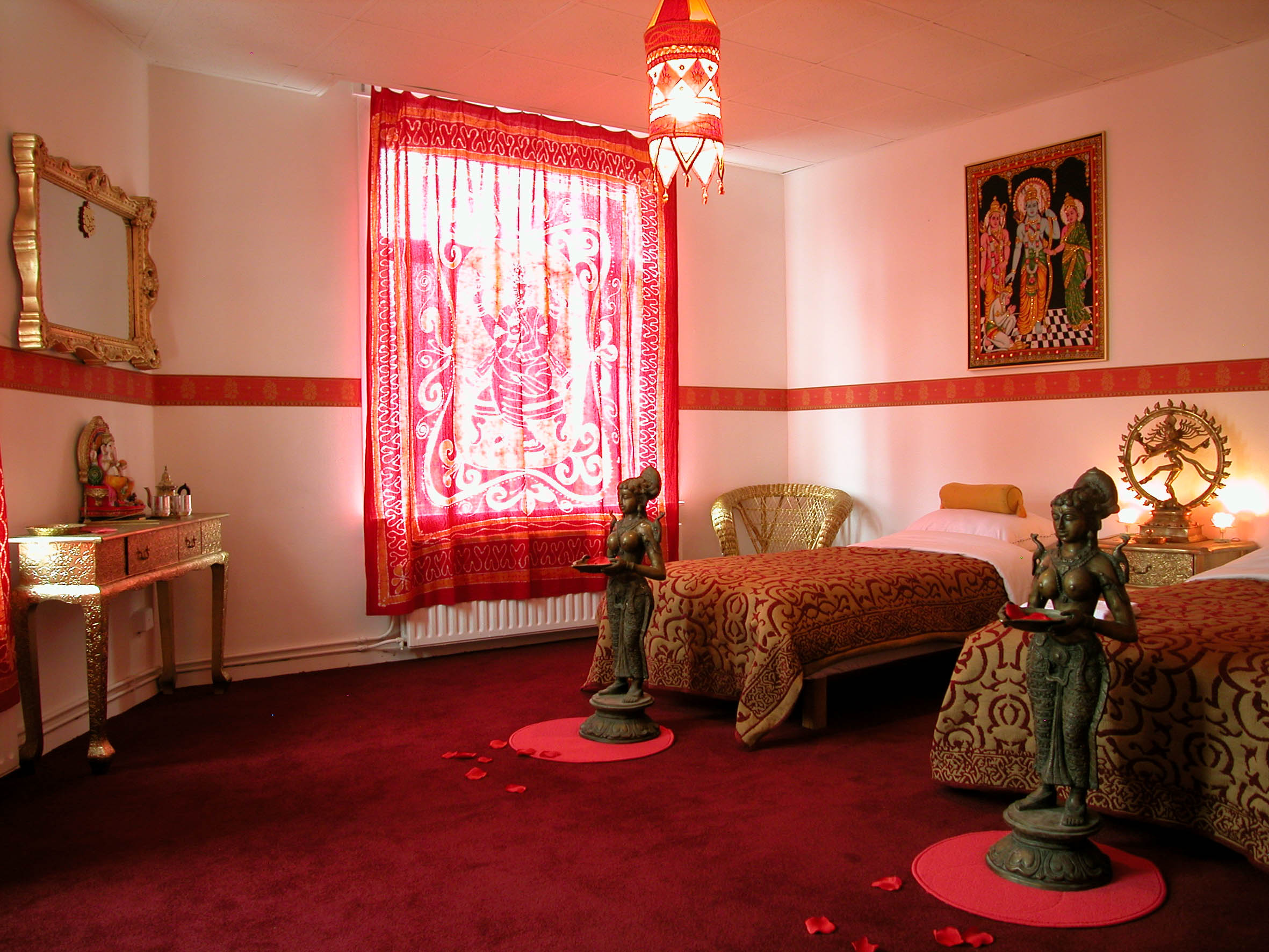
Hotel Transvaal
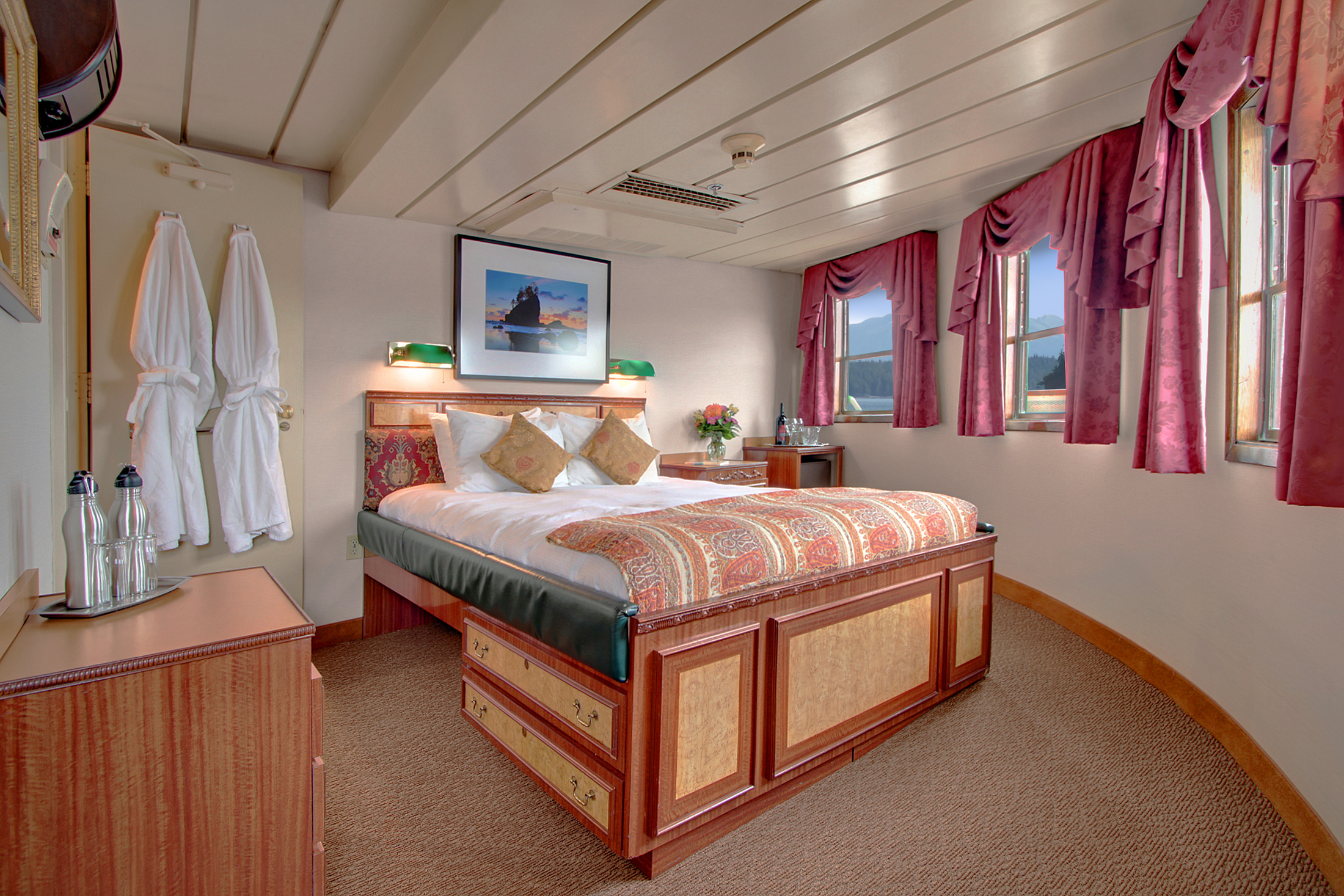
Le finestre della Jr. Commodore Suite nella SS Legacy
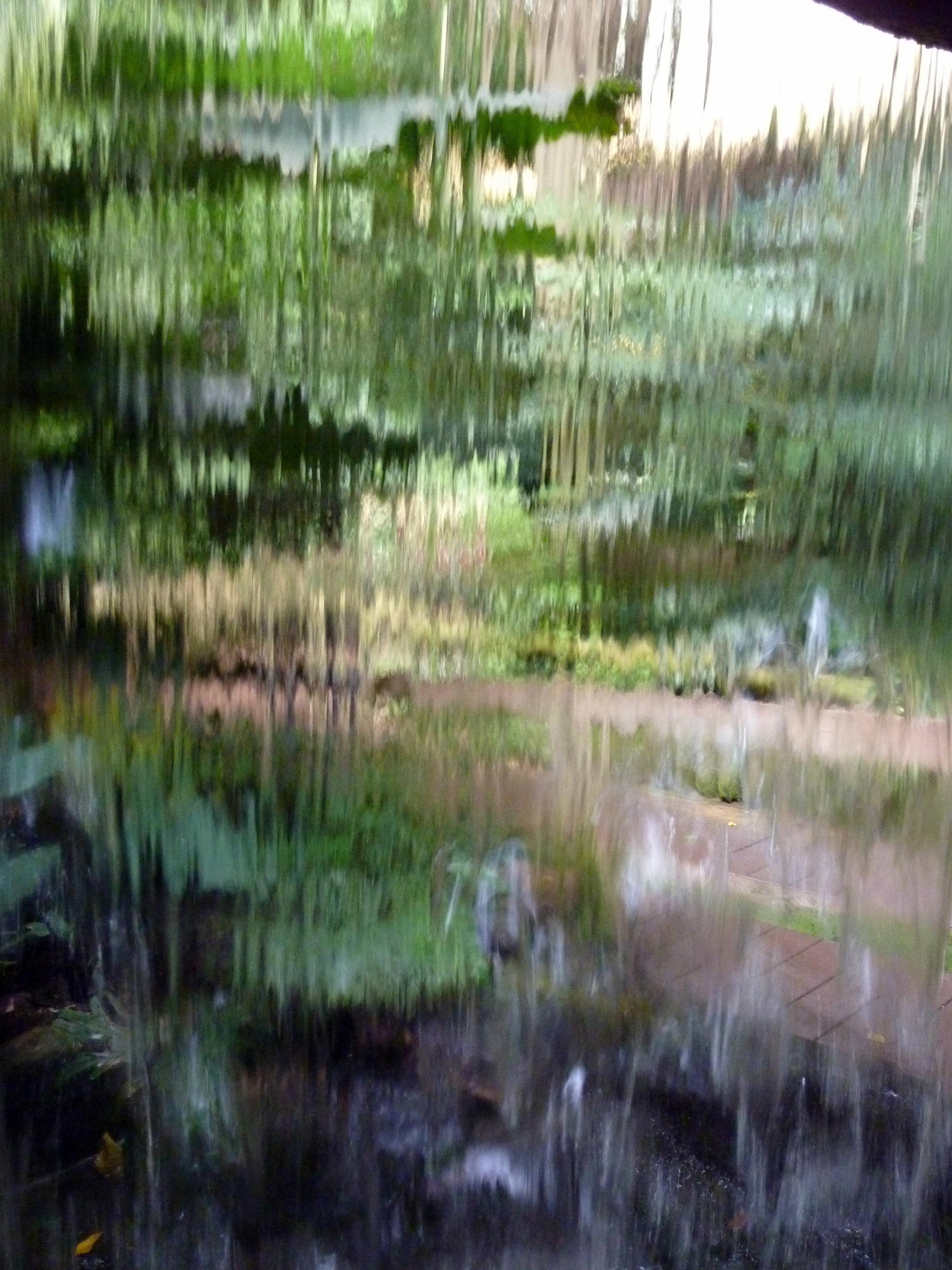
Tenda a cascata
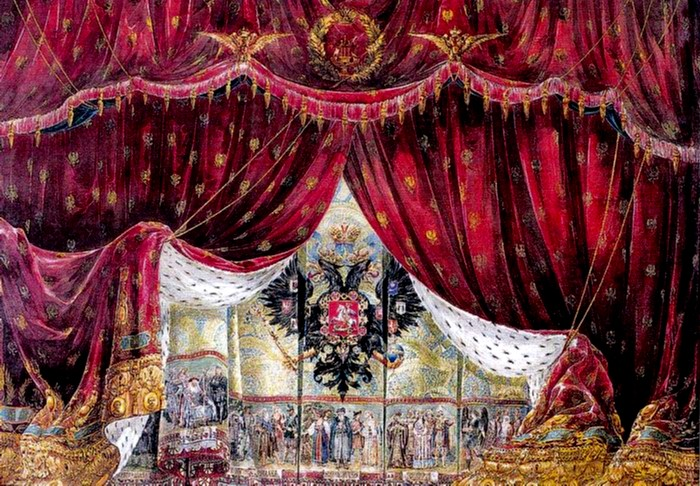
Disegno del sipario della casa del Teatro Imperiale Mariinsky, San Pietroburgo, prima del 1914
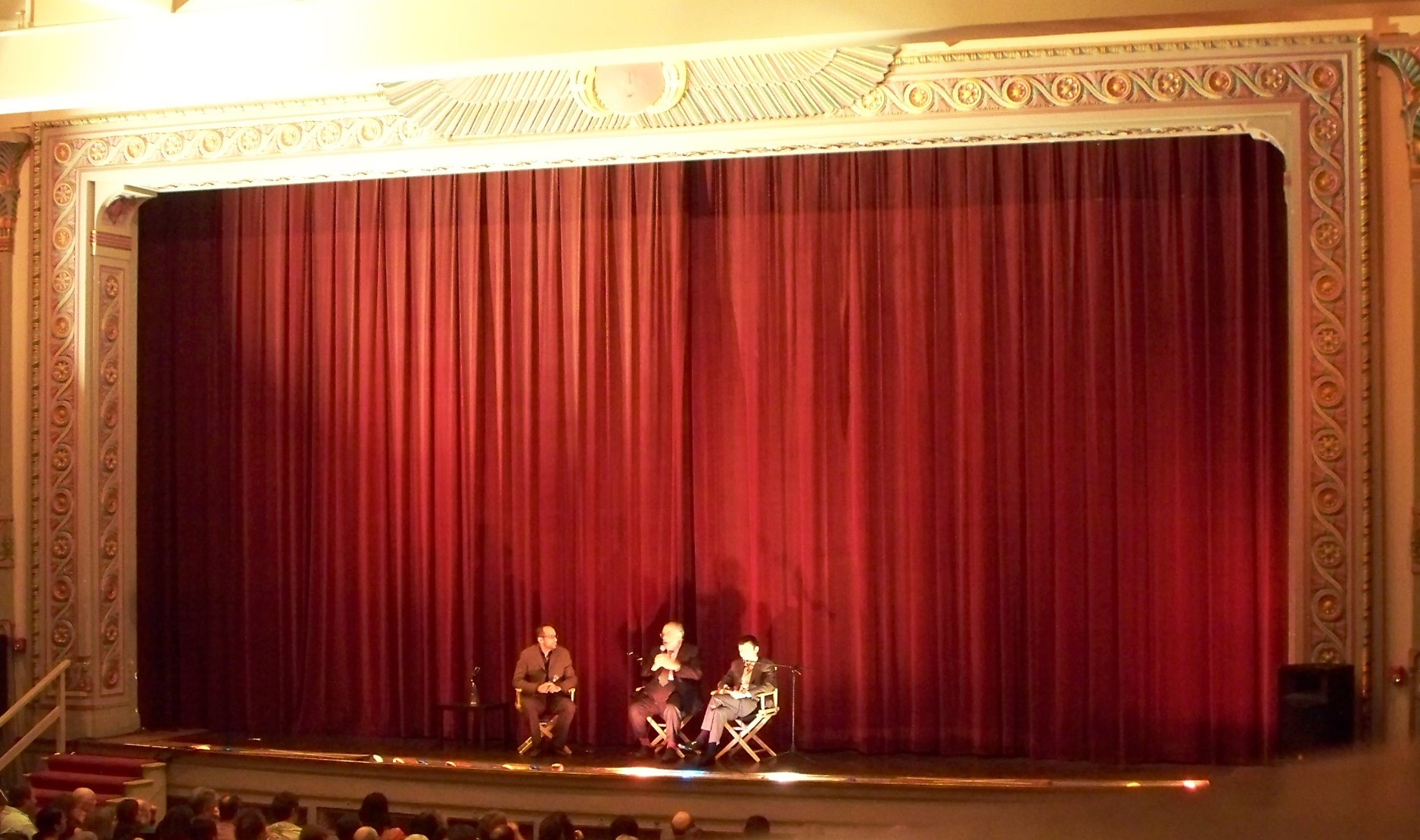
Sipario principale utilizzato come sfondo in un cinema.
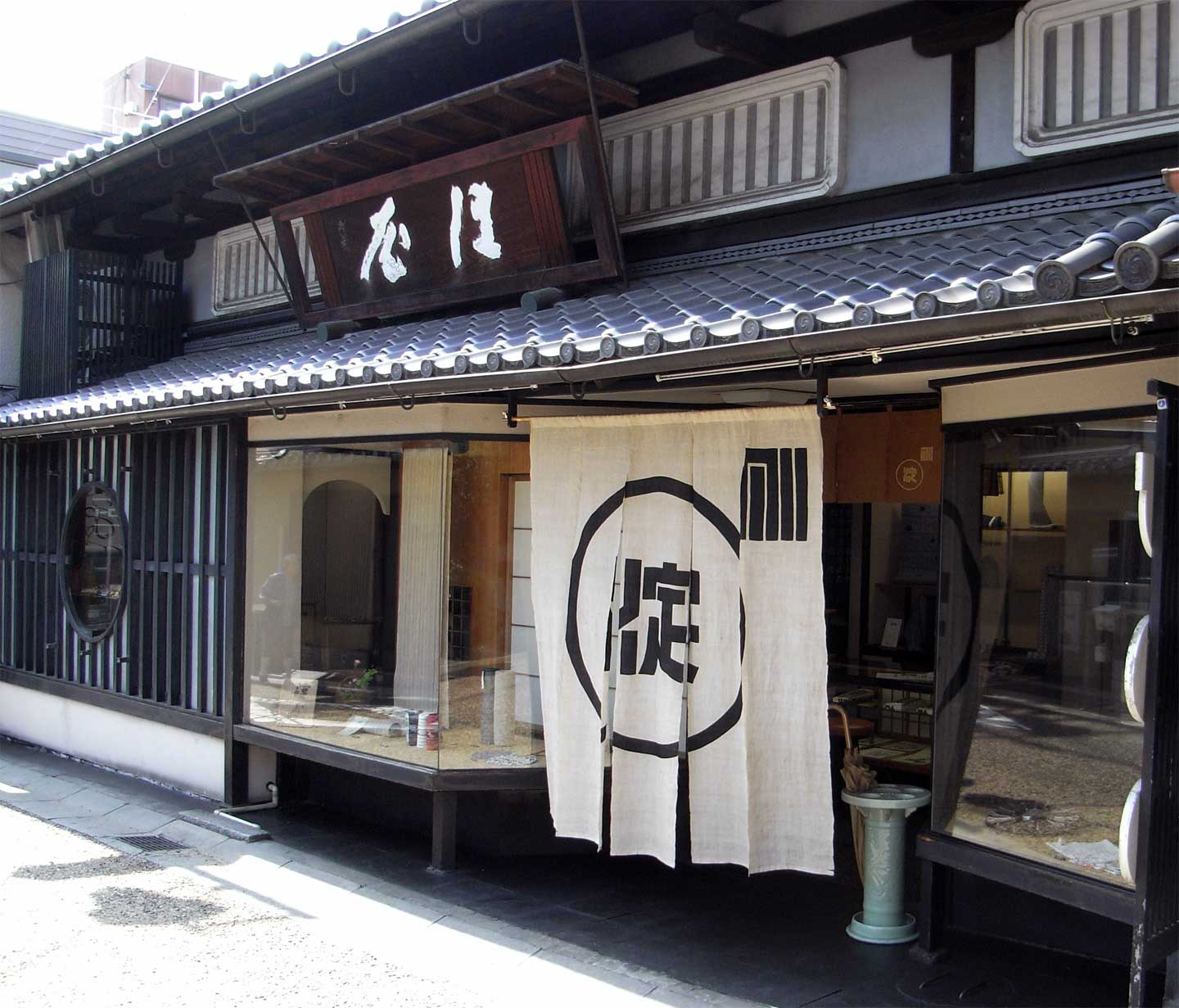
Noren (sipario giapponese) a un onsen
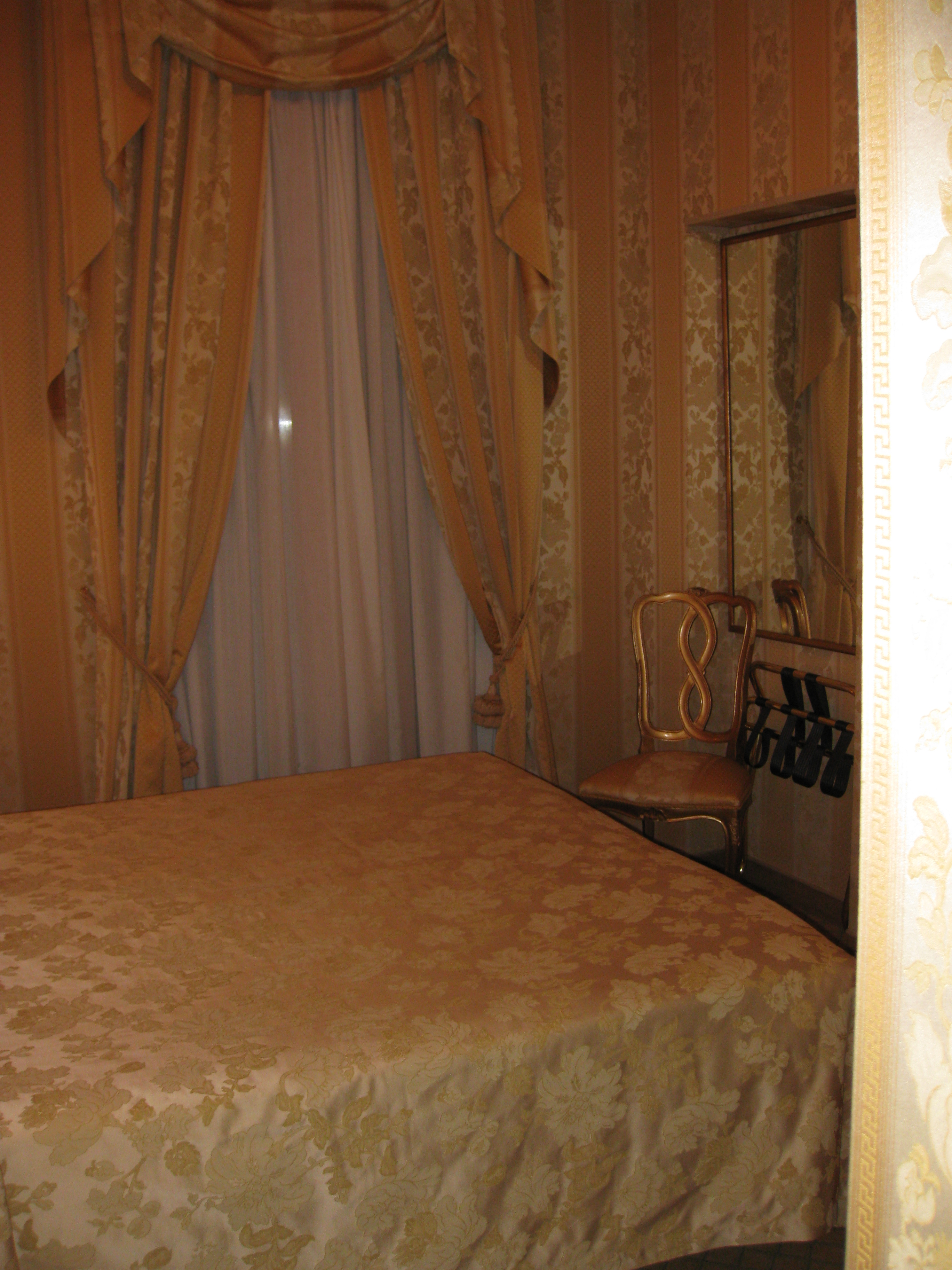
Camera d'albergo con tende
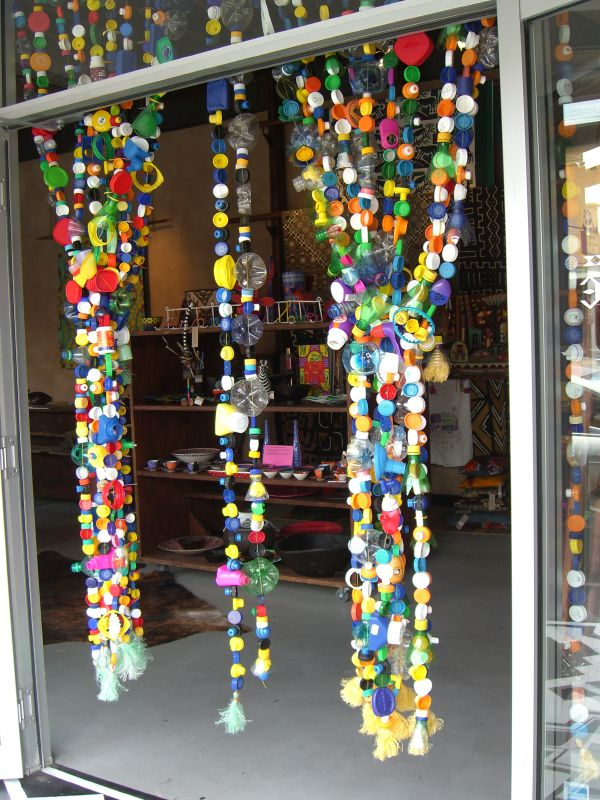
Tendina creata con tappi di bottiglia, Brunswick Street, Fitzroy, Melbourne.
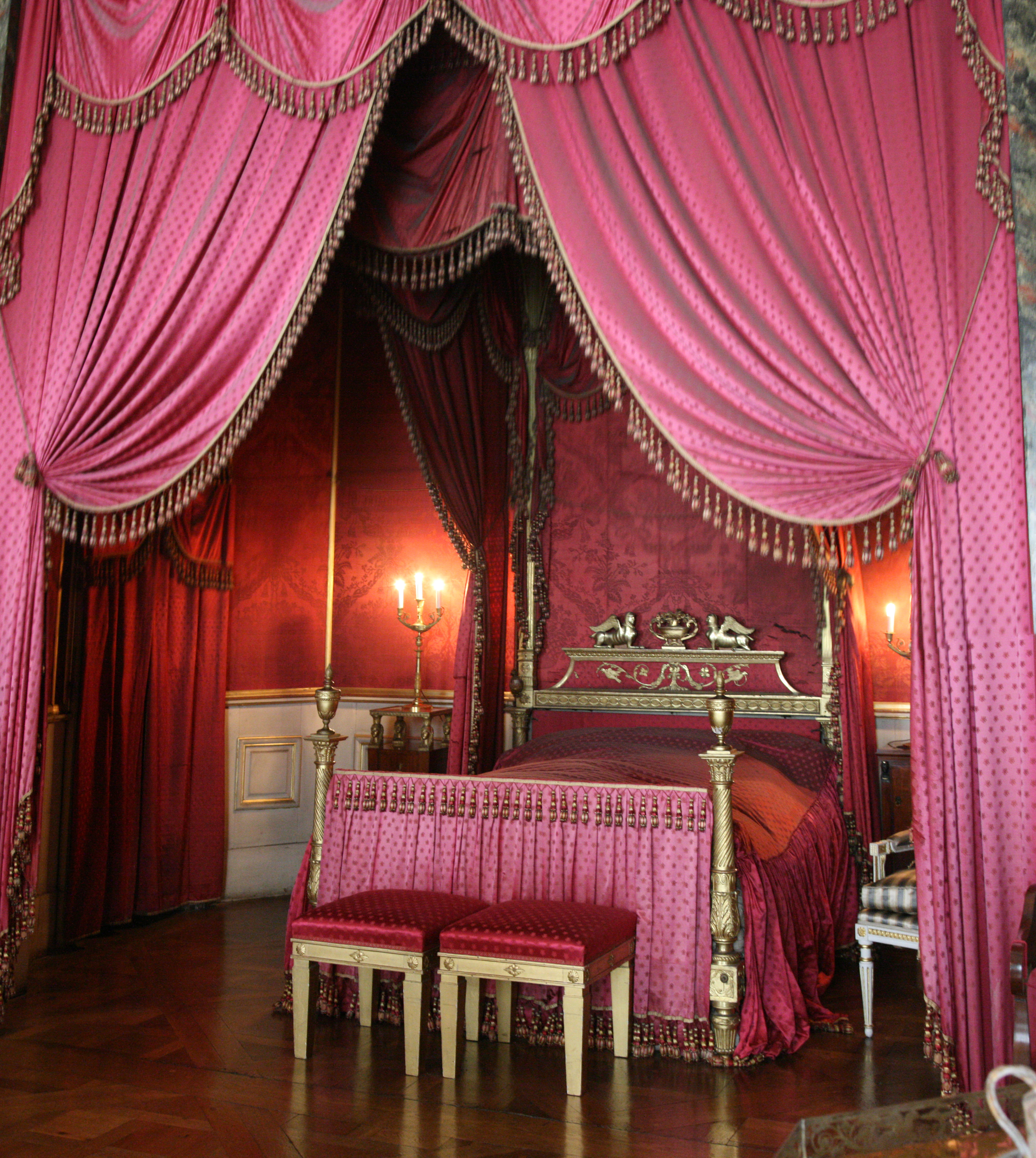
Camera da letto della regina Charlotte Mathilde con tende
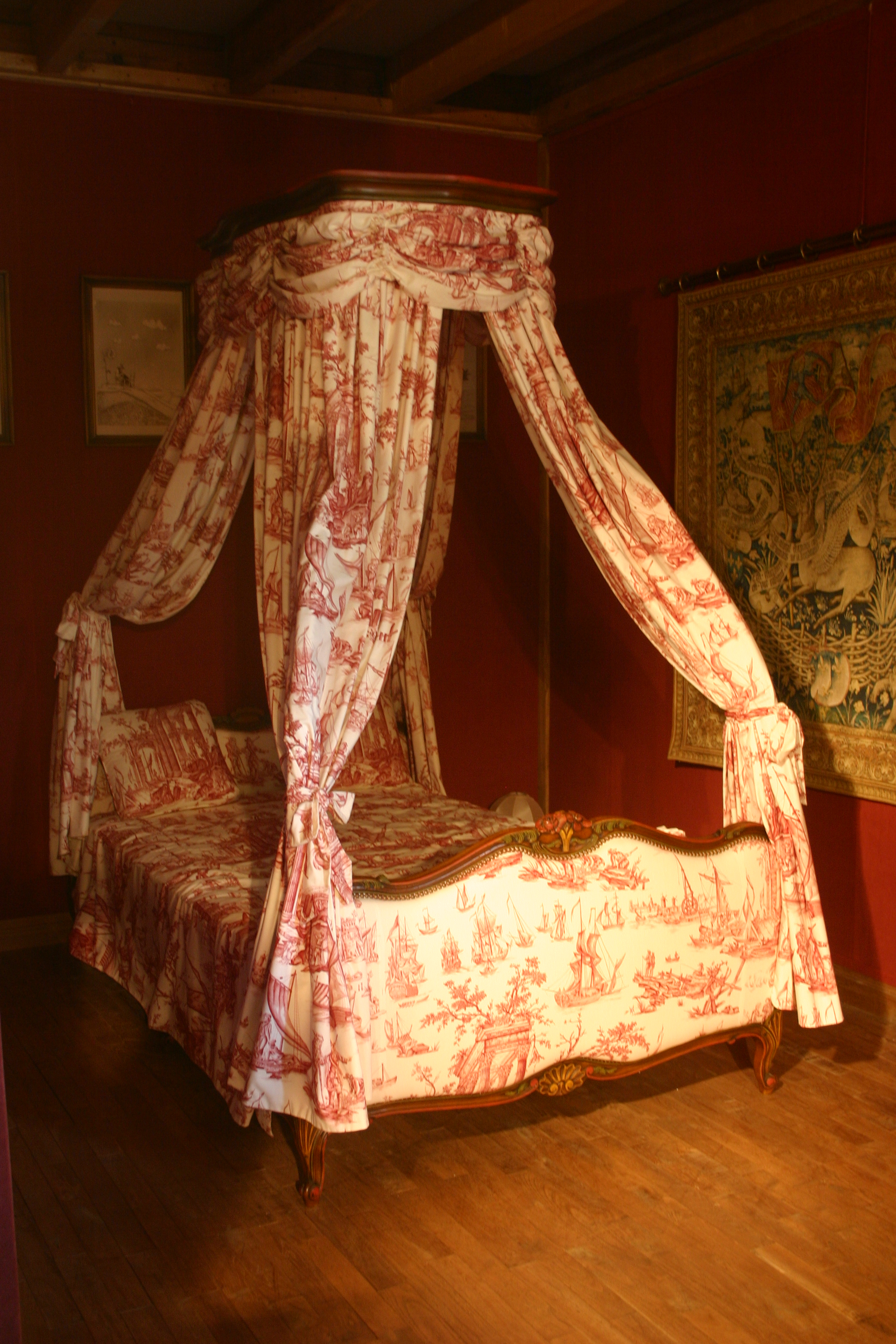
Letto con tende e baldacchino
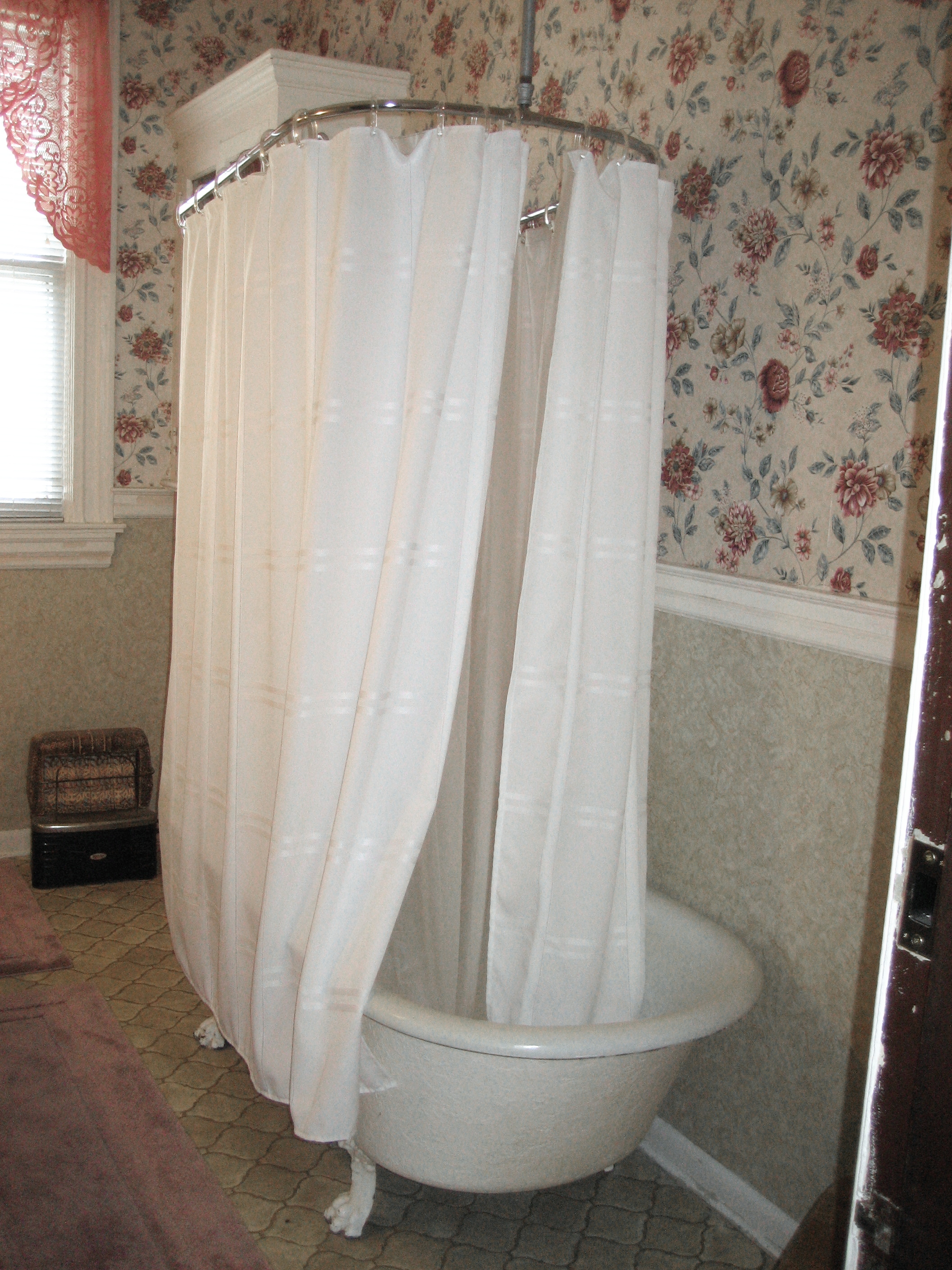
Vasca da bagno con tenda alla Bernheimer House
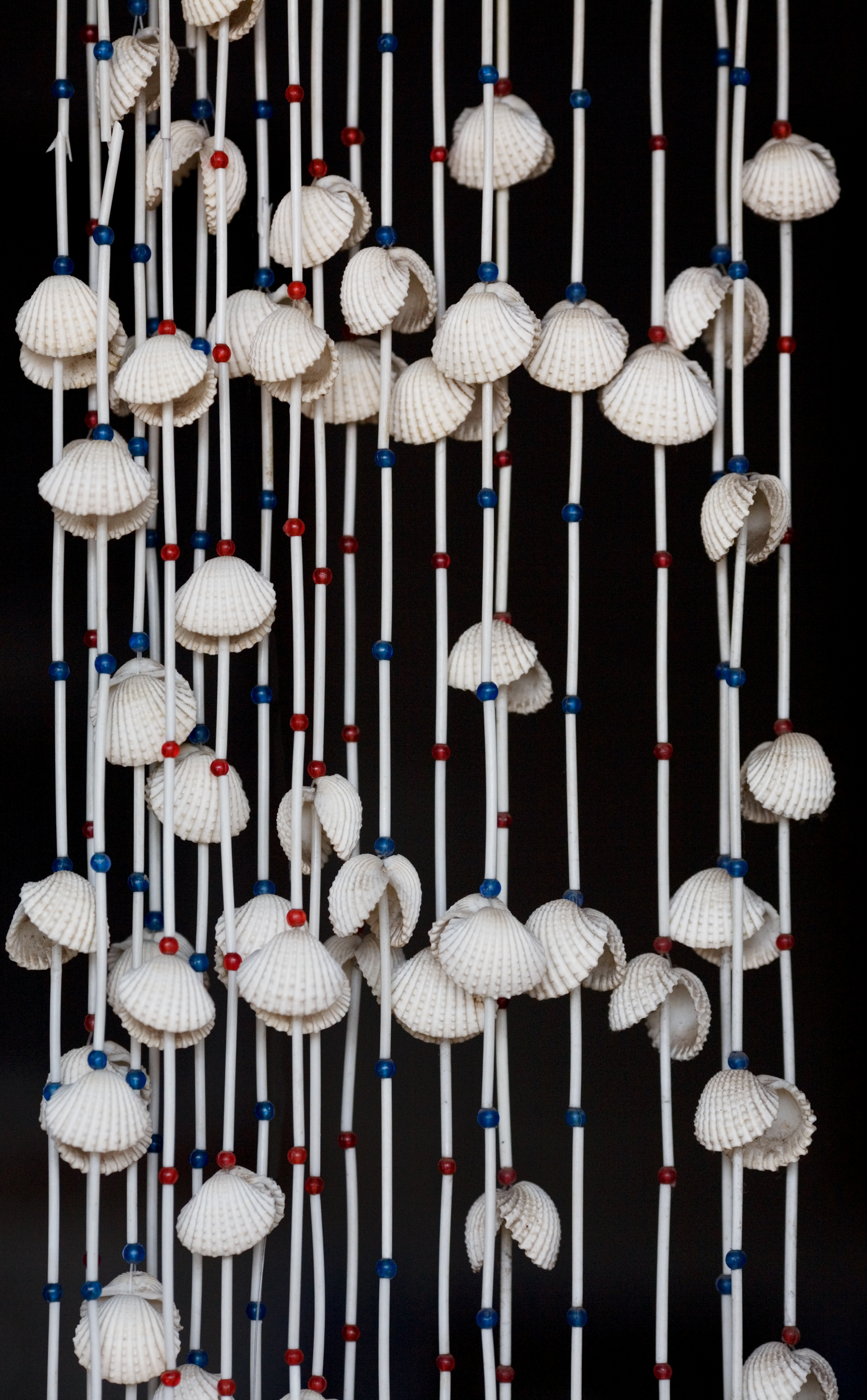
Tenda con conchiglie